# Francis Wyndham
Francis Guy Percy Wyndham (Londra, 2 luglio 1924 – 28 dicembre 2017) è stato uno scrittore e giornalista britannico.

## Biografia
Nato a Londra nel 1924, si è laureato all'Eton College nel 1940, ha frequentato un anno Oxford prima di essere chiamato alle armi nel '42.
Dimesso dall'esercito per malattia, ha iniziato a lavorare come giornalista per il Sunday Times e come editor per alcune case editrici e talent scout di vari scrittori tra i quali Bruce Chatwin, Vidiadhar Surajprasad Naipaul e Edward St Aubyn.
Nel 1974, a 50 anni, ha esordito nella narrativa con la raccolta di racconti Out of the War scritti durante l'adolescenza.
In seguito ha dato alle stampe due opere di saggistica, un'altra collezione di short stories e un romanzo, L'altro giardino, insignito di un Premio Costa.
È morto a 93 anni il 28 dicembre 2017.

## Ascendenza
|                         |                               |                           | Genitori                     |  |  | Nonni |  |  | Bisnonni                            |  |  | Trisnonni                                     |  |
|                         |                               |                           |                              |  |  |       |  |  | George Wyndham, I barone Leconfield |  |  | George O'Brien Wyndham, III conte di Egremont |  |
|                         |                               |                           |                              |  |  |       |  |  | George Wyndham, I barone Leconfield |  |  | George O'Brien Wyndham, III conte di Egremont |  |
|                         |                               | Elizabeth Ilive           |                              |  |  |       |  |  | George Wyndham, I barone Leconfield |  |  |                                               |  |
| Percy Scawen Wyndham    |                               |                           |                              |  |  |       |  |  | George Wyndham, I barone Leconfield |  |  |                                               |  |
|                         |                               | Mary Fanny Blunt          | William Blunt                |  |  |       |  |  |                                     |  |  |                                               |  |
|                         |                               | Mary Fanny Blunt          | William Blunt                |  |  |       |  |  |                                     |  |  |                                               |  |
|                         |                               | Mary Fanny Blunt          | Mary Martha Glanville        |  |  |       |  |  |                                     |  |  |                                               |  |
| Guy Wyndham             |                               | Mary Fanny Blunt          |                              |  |  |       |  |  |                                     |  |  |                                               |  |
|                         |                               | Guy Campbell, I baronetto | Colin Campbell               |  |  |       |  |  |                                     |  |  |                                               |  |
|                         |                               | Guy Campbell, I baronetto | Colin Campbell               |  |  |       |  |  |                                     |  |  |                                               |  |
|                         |                               | Guy Campbell, I baronetto | Mary Johnson                 |  |  |       |  |  |                                     |  |  |                                               |  |
| Madeline Campbell       |                               | Guy Campbell, I baronetto |                              |  |  |       |  |  |                                     |  |  |                                               |  |
|                         |                               | Pamela FitzGerald         | Edward FitzGerald            |  |  |       |  |  |                                     |  |  |                                               |  |
|                         |                               | Pamela FitzGerald         | Edward FitzGerald            |  |  |       |  |  |                                     |  |  |                                               |  |
|                         |                               | Pamela FitzGerald         | Stéphanie Caroline Anne Syms |  |  |       |  |  |                                     |  |  |                                               |  |
| Francis Wyndham         |                               | Pamela FitzGerald         |                              |  |  |       |  |  |                                     |  |  |                                               |  |
|                         | George Bazett Colwin Leverson | Montague Leverson         |                              |  |  |       |  |  |                                     |  |  |                                               |  |
|                         | George Bazett Colwin Leverson | Montague Leverson         |                              |  |  |       |  |  |                                     |  |  |                                               |  |
|                         | George Bazett Colwin Leverson | Elisabeth Moses Mawson    |                              |  |  |       |  |  |                                     |  |  |                                               |  |
| Ernest David Leverson   | George Bazett Colwin Leverson |                           |                              |  |  |       |  |  |                                     |  |  |                                               |  |
|                         |                               | Henrietta Jonassohn       | David Jonassohn              |  |  |       |  |  |                                     |  |  |                                               |  |
|                         |                               | Henrietta Jonassohn       | David Jonassohn              |  |  |       |  |  |                                     |  |  |                                               |  |
|                         |                               | Henrietta Jonassohn       | Charlotte Bauer              |  |  |       |  |  |                                     |  |  |                                               |  |
| Violet Lutetia Leverson |                               | Henrietta Jonassohn       |                              |  |  |       |  |  |                                     |  |  |                                               |  |
|                         |                               | Samuel Henry Beddington   | Henry Tsebi Moses            |  |  |       |  |  |                                     |  |  |                                               |  |
|                         |                               | Samuel Henry Beddington   | Henry Tsebi Moses            |  |  |       |  |  |                                     |  |  |                                               |  |
|                         |                               | Samuel Henry Beddington   | Esther Nathan                |  |  |       |  |  |                                     |  |  |                                               |  |
| Ada Esther Beddington   |                               | Samuel Henry Beddington   |                              |  |  |       |  |  |                                     |  |  |                                               |  |
|                         |                               | Zillah Evelyn Simon       | John Simon                   |  |  |       |  |  |                                     |  |  |                                               |  |
|                         |                               | Zillah Evelyn Simon       | John Simon                   |  |  |       |  |  |                                     |  |  |                                               |  |
|                         |                               | Zillah Evelyn Simon       | Rachel Salaman               |  |  |       |  |  |                                     |  |  |                                               |  |
|                         |                               | Zillah Evelyn Simon       |                              |  |  |       |  |  |                                     |  |  |                                               |  |

## Opere principali

### Raccolte di racconti
- Out of the War (1974)
- Mrs Henderson e altre storie (Mrs Henderson and Other Stories, 1985), Roma, Elliot, 2008 traduzione di Maria Baiocchi ISBN  978-88-6192-027-9.

### Romanzi
- L'altro giardino (The Other Garden, 1987), Roma, Elliot, 2007 traduzione di Maria Baiocchi ISBN 978-88-6192-003-3.

### Saggistica
- Trotsky: A Documentary con David King (1972)
- The Theatre of Embarrassment (1991)

## Premi e riconoscimenti
- Costa Book Awards: 1987 vincitore nella categoria "Romanzo d'esordio" con L'altro giardino